# Гаманешти (Дамбовица)
Гаманешти (рум. Gămănești) насеље је у Румунији у округу Дамбовица у општини Концешти. Oпштина се налази на надморској висини од 138 m.

## Становништво
Према подацима из 2002. године у насељу је живело 296 становника, од којих су сви румунске националности.